# ジンテロール
ジンテロールはβアドレナリン作動薬である。
構造はソテレノール（抗不整脈薬）とフェンテルミンを基礎にしている。